# South African Air Force Memorial
Le South African Air Force Memorial est un monument consacré au personnel de la Force aérienne sud-africaine (la ''South African Air Force, SAAF) morts en service de 1915 à nos jours, en temps de guerre comme en temps de la paix.
Le mémorial est situé près de Pretoria et surplombe l'Air Force Base Swartkop (en). Un service commémoratif annuel s'y déroule traditionnellement en mai.
Le monument a été inauguré le 1er septembre 1963 par le président de la République d'Afrique du Sud, Charles Swart.

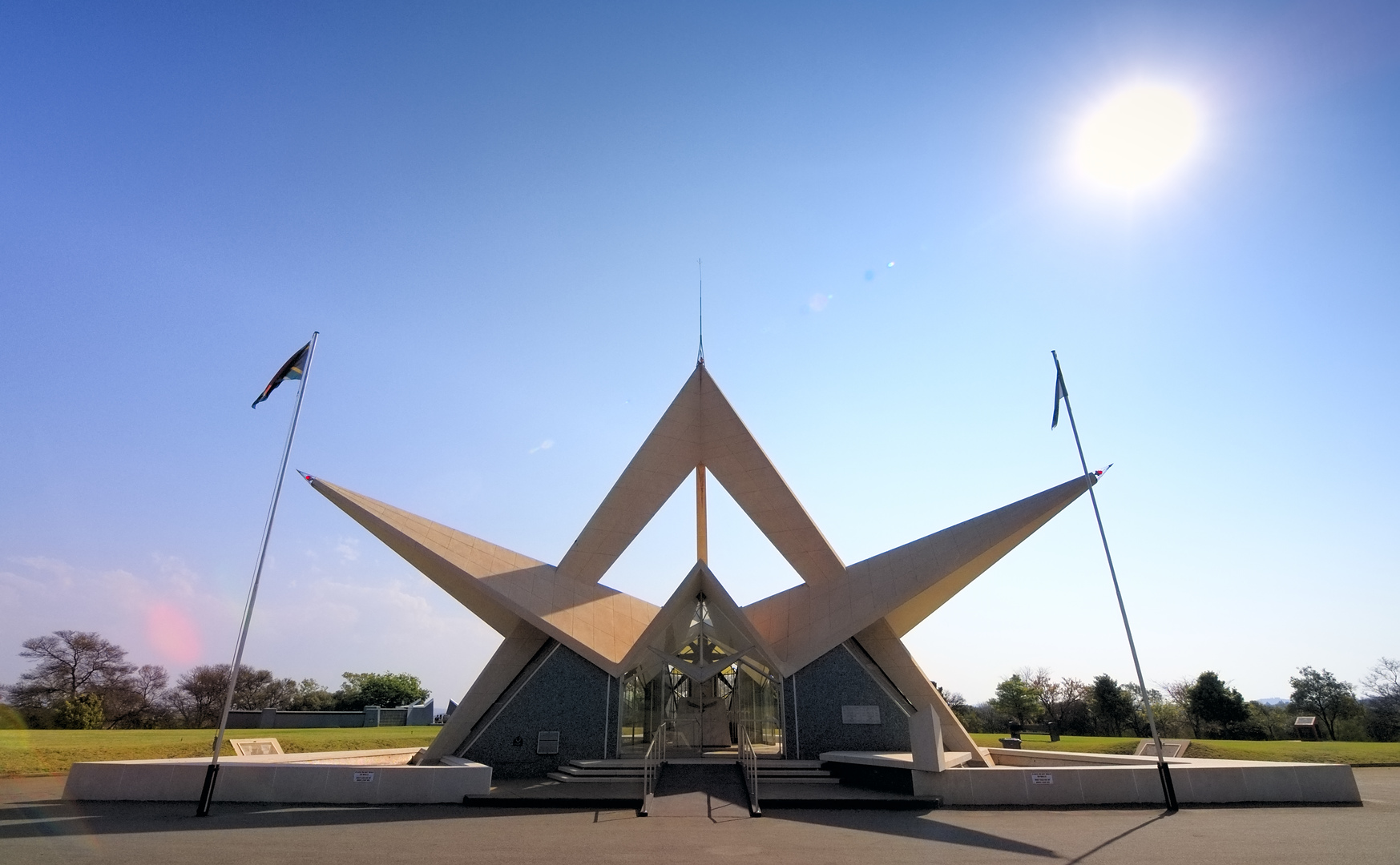
Vue extérieure du bâtiment central.
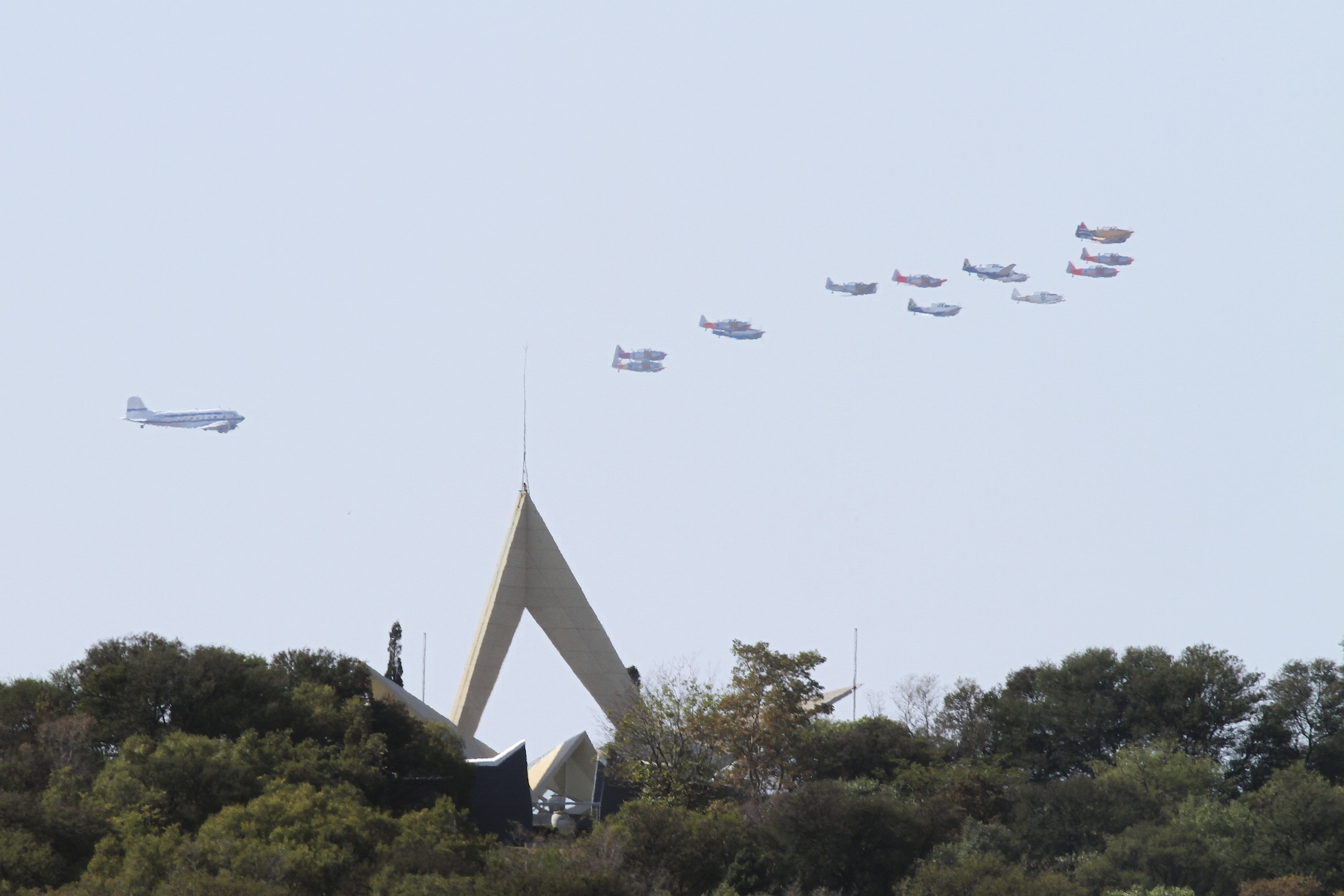
Passage d'avions anciens lors du spectacle 2012 de l'Air Force Base Swartkop (en).
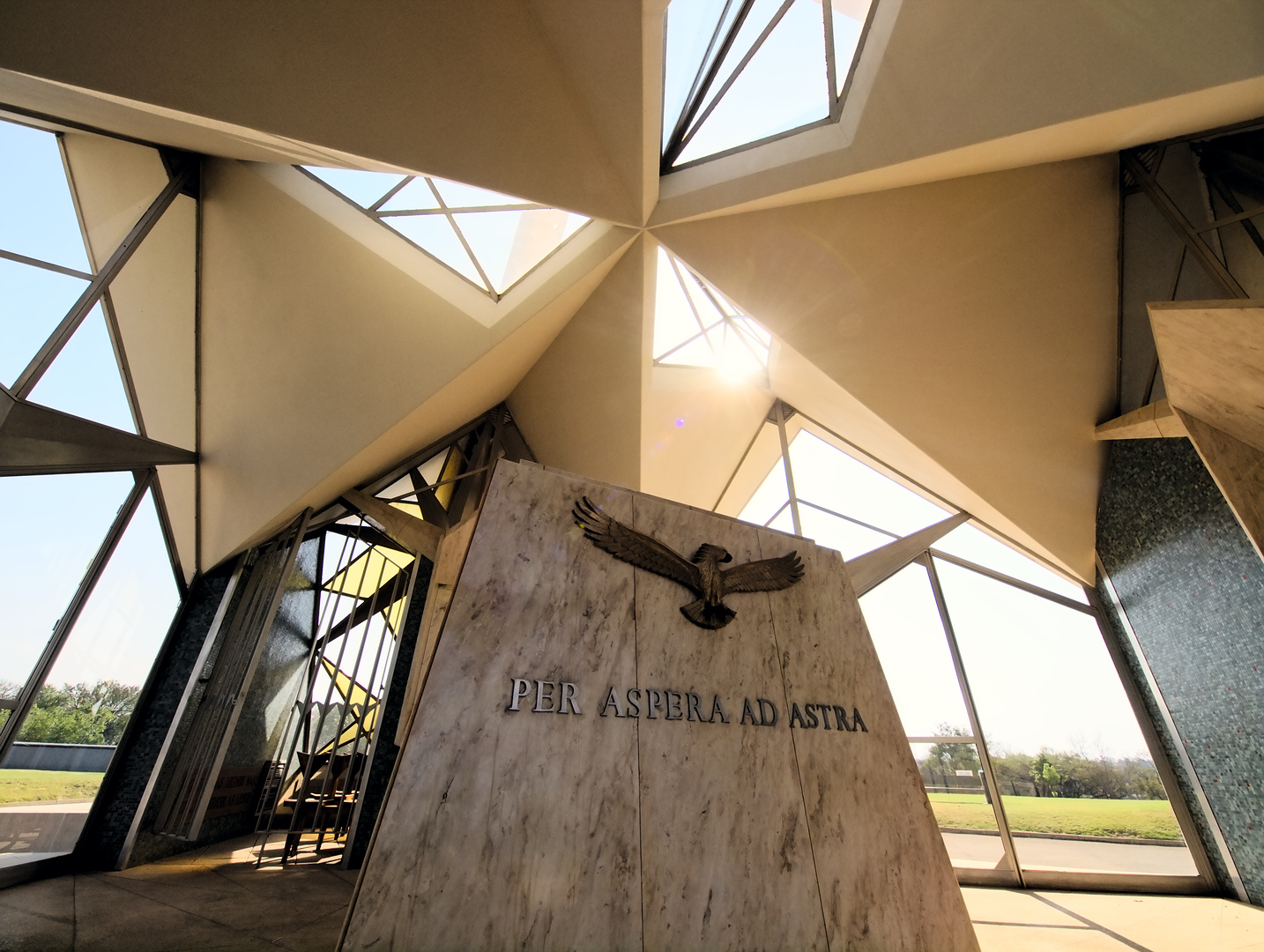
Intérieur du bâtiment central.
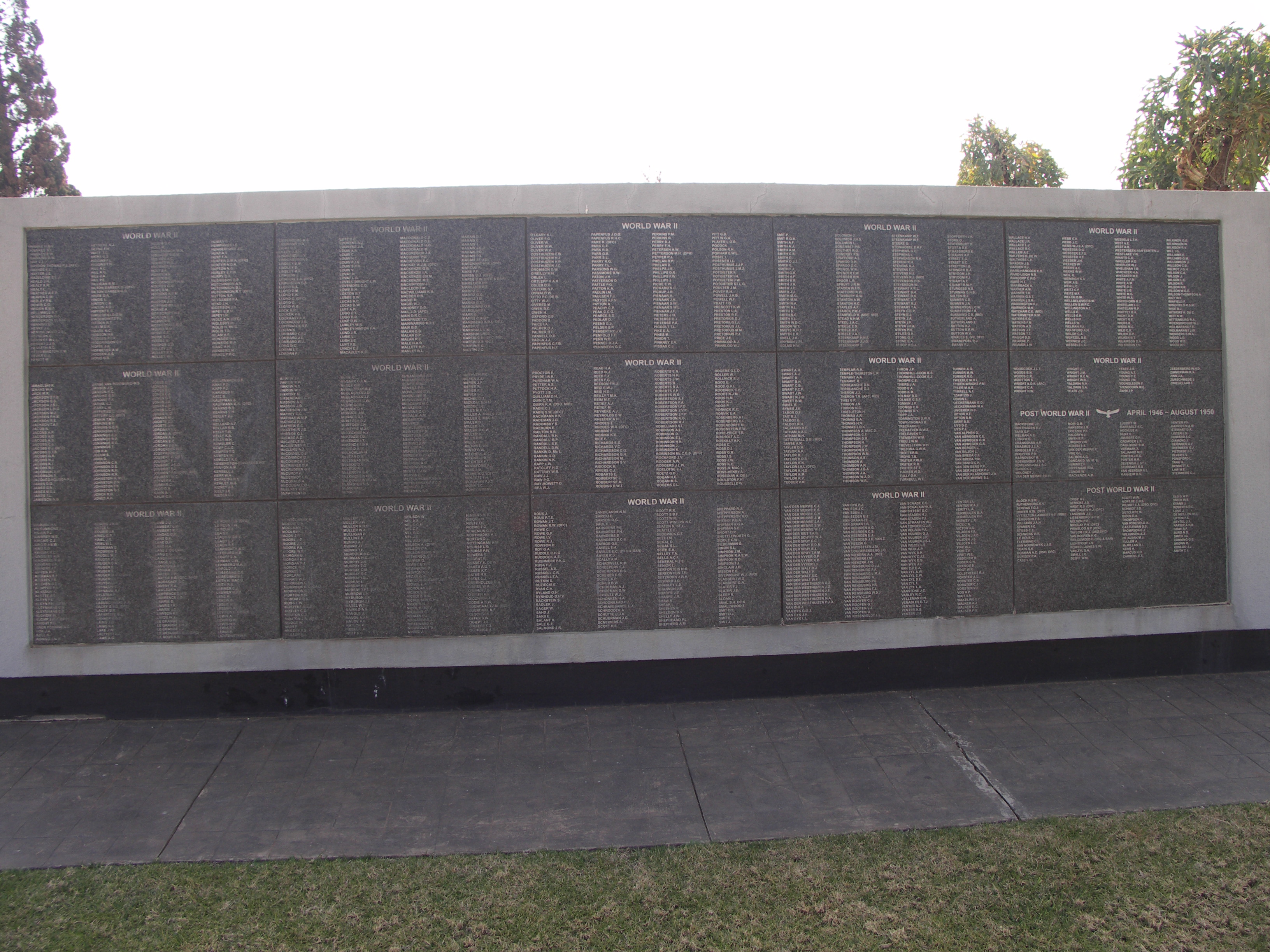
Un des murs avec la liste des noms.